# Tetrationato di potassio
Il tetrationato di potassio è il sale di potassio dell'acido tetrationico.
A temperatura ambiente si presenta come un solido bianco inodore.